# Phronia nigricornis
Phronia nigricornis är en tvåvingeart som först beskrevs av Zetterstedt 1852.  Phronia nigricornis ingår i släktet Phronia och familjen svampmyggor.
Artens utbredningsområde är Sverige. Arten är reproducerande i Sverige. Inga underarter finns listade i Catalogue of Life.